# Bugulma
Bugulma (ru. Бугульма) este un oraș din Republica Tatarstan, Federația Rusă și are o populație de 93.014 locuitori.
1. ↑   http://bugulma.tatar.ru/file/%D0%BF%D0%BE%D1%8F%D1%81%D0%BD%D0%B5%D0%BD%D0%B8%D0%B5.doc Lipsește sau este vid: |title= (ajutor)